# Anilios leptosoma
Anilios leptosoma — вид змій родини сліпунів (Typhlopidae). Ендемік Австралії.

## Поширення і екологія
Anilios leptosoma мешкають на заході Західної Австралії, в районі річки Мерчиссон, між річкою Вурамель та містом Джералдтоном. Вони живуть в сухих чагарникових заростях, що ростуть на піщаних ґрунтах.